# Кабињоне (Бергамо)
Кабињоне је насеље у Италији у округу Бергамо, региону Ломбардија.
Према процени из 2011. у насељу је живело 22 становника. Насеље се налази на надморској висини од 331 м.